# Matej Hriberšek
Matej Hriberšek, slovenski klasični filolog in prevajalec, *8. oktober 1972, Celje.
Deluje kot docent na Filozofski fakulteti v Ljubljani.

## Šolanje
V letih 1979–1987 je obiskoval Osnovno šolo Frana Kranjca v Celju, v Ljubljani pa je v letih 1987–1991 obiskoval Gimnazijo Poljane. Svoje šolanje je leta 1991 nadaljeval na Filozofski fakulteti v Ljubljani, kjer se je vpisal na študij klasične filologije (A-latinski jezik s književnostjo, B-grški jezik s književnostjo). Najprej je diplomiral iz grškega jezika in književnosti (19. marec 1996), nato pa še iz latinskega jezika in književnosti (26. november 1996). Leto kasneje je od januarja do avgusta služil vojaški rok. Leta 1997 se je na Oddelku za klasično filologijo Filozofske fakultete v Ljubljani vpisal na magstrski študij (smer Latinski jezik). Z magistrskim študijem je končal v letu 2000 z magistrskim delom "Imperfekt pri Ciceronu". Istega leta se je vpisal na doktorski študij in leta 2003 je doktoriral z disertacijo "Analiza metodičnega pristopa v slovenskih osnovnošolskih in srednješolskih učbenikih in priročnikih za klasične jezike od 1850–2000".

## Delo
Leta 1997 začel delati kot mentor-stažist na Oddelku za klasično filologijo, leta 1998 pa je bil uradno izvoljen za asistenta za klasično filologijo (ponovno izvoljen še leta 2001, 2004 in 2007). Na oddelku predava vrsto predmetov s področja latinščine in grščine (Uvod v študij latinske filologije, Didaktika klasičnih jezikov ...). Med letoma 1998 in 1999 se je izpopolnjeval v Zürichu in Göttingnu, v letih 2000, 2002, 2004, 2005, 2006 in 2008 pa še na Oddelku za klasično filologijo na Dunaju.
Objavlja v različnih strokovnih in znanstvenih revijah. 

## Pomembnejše funkcije in zadolžitve
- študent predstavnik Slovenije v Evropski zvezi študentov klasične filologije (Sociatas Europaea studiosorum philologiae classicae)
- poučevanje medicinske terminologije na Zavodu za tehnično izobraževanje v Sloveniji
- 1999–2005 odgovorni urednik revije Keria, v letih 2005–2007 njen glavni urednik
- član uredništva ISH za izdajanje znanstvenih publikacij
- štiri leta tajnik in dve leti podpredsednik Društva za antične in humanistične študije
- dve leti predsednik republiške predmetne komisije za latinščino in grščino
- član nadzornega odbora Društva za borilne veščine Samuraj Jujitsu
- šest let član upravnega odbora Društva slovenskih književnih prevajalcev
- osem let član upravnega odbora DSKP (od junija 2008 predsednik)
- član strokovne skupine Javne agencije za knjigo Republike Slovenije za antiko
- član državne skupine za potrjevanje terminologije EU

### Urednik izdaje
- Tomaž Akvinski: Izbrani filozofski spisi (skupaj s Pavlom Češarkom, Gregorjem Pobežinom in Ksenjo Geister); 1999 (COBISS)

### Knjige
- Medicinska terminologija v kozmetiki : učbenik za interno uporabo za izobraževanje kozmetični tehnik, 1998 (COBISS)
- Medicinska terminologija v kozmetiki; Priročni slovarček tujk (v pripravi)
- Klasični jeziki v slovenskem šolstvu 1948–1945, 2005 (COBISS)
- Plinij Starejši: Naravoslovje (izbrana poglavja); Založba Modrijan, 2009

### Razprave, članki in strokovni prispevki
- Asterix v slovenskem prevodu. Quomodo libelli pictographici de casibus Asterigis in Latinum convertantur, 2000 (COBISS)
- Wiesthalerjev latinsko-slovenski slovar, 2000 (COBISS)
- Starejši slovenski učbeniki za latinščino, 2001 (COBISS)
- Izokratovo življenje in delo, 2001 (COBISS)
- Ciceronovo življenje in delo, 2001 (COBISS)
- Pregled antične retorike, 2001 (COBISS)
- Slovenski učbeniki za klasične jezike 1849-1873, 2002 (COBISS)
- Traditional theory about the origin of the Latin imperfect, 2003 (COBISS)
- Slovaropisje klasičnih jezikov: dosedanji dosežki in perspektiva, 2004 (COBISS)
- Plutarh in njegov ustvarjalni opus, 2004 (COBISS)
- Društvo prijateljev humanistične gimnazije : branik klasično-humanistične izobrazbe v času med obema vojnama , 2004 (COBISS)
- Monumentum Wiesthalerianum : Wiesthalerjev latinsko-slovenski slovar 1894-2005, 2004 (COBISS)
- Spletne strani za didaktiko klasičnih jezikov I., 2004 {{COBISS|ID=2225
- Znanstvenokritične izdaje del s področja klasične filologije, 2004 (COBISS)
- Prvi slovenski priročniki in učbeniki za klasične jezike (1864-1886), 2004 (COBISS)
- Klasični jeziki v slovenskem šolstvu 1921–1926, 2005 (COBISS)
- Zaton klasičnega šolstva, 2006 (COBISS)
- Slovarji za klasične jezike v 19. stoletju, 2007 (COBISS)
- Slovaropisje klasičnih jezikov na Slovenskem pred Wiesthalerjevim latinsko-slovenskim slovarjem in po njem, 2007 (COBISS)
- Slovaropisje klasičnih jezikov na Slovenskem v 16. stoletju, 2008 (COBISS)

### Prevodi
- Tomaž Akvinski, Izbrani filozofski spisi (skupaj z Gregorjem Pobežinom, Pavlom Češarkom in Ksenjo Geister)(COBISS)
- Tacit: Pogovor o govornikih, 2004 (COBISS)